# Groß-Moor
Groß-Moor – miejscowość w gminie Seevetal w powiecie Harburg, w niemieckim kraju związkowym Dolna Saksonia. Należy do gminy Seevetal od 1 lipca 1972 roku. Groß-Moor zamieszkuje 38 mieszkańców (30 czerwca 2008). Jest najmniejszą miejscowością w gminie.

## Położenie
Miejscowość leży pomiędzy Bullenhausen a Meckelfeld, niedaleko Klein-Moor i dzielnicą Hamburga - Gut Moor. Położona jest na bagnistym terenie w dolinie Łaby. Można tu spotkać stare gospodarskie domy kryte strzechą.
Groß-Moor razem z Bullenhausen i Over wspólnie tworzą (niem. Ortsrat), czyli radę miejscowości.

## Gospodarka
Mieszkańcy zajmują się hodowlą lub dojeżdżają do pracy do Hamburga.
Najbliższe szkoły i centra handlowe znajdują się również w Hamburgu.